# Shakhtarsk (huyện)
Huyện Shakhtarsk (tiếng Ukraina: Шахтарський район, chuyển tự: Shakhtarsks'kyi raion) là một huyện của tỉnh Donetsk thuộc Ukraina. Huyện Shakhtarsk có diện tích 1194 kilômét vuông, dân số theo điều tra dân số ngày 5 tháng 12 năm 2001 là 23570 người với mật độ 20 người/km2. Trung tâm huyện nằm ở Shakhtarsk.